# Amore e Psiche (van Dyck)
Amore e Psiche è uno degli ultimi dipinti eseguiti da Antoon van Dyck e rappresenta la scena di Amore e Psiche tratta dal capolavoro di Apuleio Le metamorfosi. Fa parte della collezione reale inglese e oggi è conservato al palazzo di Kensington, a Londra.

## Storia
Quest'opera, che è una delle ultime del repertorio vandichiano, mostra i segni dell'influenza di Tiziano e si data al suo periodo come artista di corte presso Carlo I d'Inghilterra. Si tratta del suo unico dipinto mitologico di quel periodo a essere sopravvissuto e forse faceva parte di una serie di quadri sul tema di Amore e Psiche, commissionati per la Queen's House ("casa della regina") a Greenwich. Il progetto, al quale avrebbero partecipato anche Jacob Jordaens e il vecchio tutore di van Dyck, Pietro Paolo Rubens, non venne completato, e forse è per questo che l'opera non è del tutto finita e manca della cornice. Una seconda ipotesi ne vedrebbe la creazione per le celebrazioni del matrimonio tra la principessa Maria e Guglielmo II d'Orange nel 1641.

## Descrizione
Il quadro ritrae il momento esatto nel quale Amore (o Cupido) giunge in tempo per salvare Psiche, che dopo aver aperto un cofanetto proveniente dall'Ade è stata avvolta dal sonno della morte. La scena è ambientata sotto due alberi, uno rigoglioso e l'altro spoglio, che simboleggiano lo stato di Psiche, in bilico tra la vita e la morte. La corsa di Amore per raggiungere la sua amata è stata associata al concetto platonico dell'amore come desiderio mosso dalla bellezza. Psiche richiama la Venere di Urbino tizianesca e si pensa che possa avere le fattezze dell'amante di van Dyck, Margaret Lemon.